# Ischyromene macrocephala
Ischyromene macrocephala är en kräftdjursart som först beskrevs av Krauss 1843.  Ischyromene macrocephala ingår i släktet Ischyromene och familjen klotkräftor. Inga underarter finns listade i Catalogue of Life.